# Arboridia binaludica
Arboridia binaludica är en insektsart som beskrevs av Dlabola 1994. Arboridia binaludica ingår i släktet Arboridia och familjen dvärgstritar. Inga underarter finns listade i Catalogue of Life.